# PDCD6
PDCD6 (англ. Programmed cell death 6) – білок, який кодується однойменним геном, розташованим у людей на короткому плечі 5-ї хромосоми. Довжина поліпептидного ланцюга білка становить 191 амінокислот, а молекулярна маса — 21 868.
| 10         |  | 20         |  | 30         |  | 40         |  | 50         |
| ---------- |  | ---------- |  | ---------- |  | ---------- |  | ---------- |
| MAAYSYRPGP |  | GAGPGPAAGA |  | ALPDQSFLWN |  | VFQRVDKDRS |  | GVISDTELQQ |
| ALSNGTWTPF |  | NPVTVRSIIS |  | MFDRENKAGV |  | NFSEFTGVWK |  | YITDWQNVFR |
| TYDRDNSGMI |  | DKNELKQALS |  | GFGYRLSDQF |  | HDILIRKFDR |  | QGRGQIAFDD |
| FIQGCIVLQR |  | LTDIFRRYDT |  | DQDGWIQVSY |  | EQYLSMVFSI |  | V          |

A: Аланін

C: Цистеїн

D: Аспарагінова кислота

E: Глутамінова кислота

F: Фенілаланін

G: Гліцин

H: Гістидин

I: Ізолейцин

K: Лізин

L: Лейцин

M: Метіонін

N: Аспарагін

P: Пролін

Q: Глутамін

R: Аргінін

S: Серин

T: Треонін

V: Валін

W: Триптофан

Задіяний у таких біологічних процесах, як апоптоз, ангіогенез, ацетилювання, альтернативний сплайсинг, поліморфізм. 
Білок має сайт для зв'язування з іонами металів, іоном кальцію, іоном магнію. 
Локалізований у цитоплазмі, ядрі, мембрані, ендоплазматичному ретикулумі, цитоплазматичних везикулах, ендосомах.